# Brooklyn Field Club
Der Brooklyn Field Club, auch bekannt als Brooklyn FC, war ein US-amerikanischer Fußballverein, der zwischen 1898 und 1924 bestand. Damit war er einer der wenigen Vereine, die bereits vor Gründung der United States Soccer Federation existierten. Der Klub trug seine Heimspiele in Brooklyn (New York) aus.
Der Brooklyn Field Club gewann die National Association Foot Ball League in der Saison 1913–14 und 1914 den ersten National Challenge Cup (seit 1999 Lamar Hunt U.S. Open Cup), der einzige Erfolg des Brooklyn FC in diesem Wettbewerb.